# Astragalus fialae
Astragalus fialae là một loài thực vật có hoa trong họ Đậu. Loài này được Degen miêu tả khoa học đầu tiên.